# Michael Hogan
Michael Hogan (* 29. dubna 1973, Limerick, Irsko) je irský baskytarista, působil v kapele The Cranberries. Spolu se starším bratrem Noelem a bubeníkem Fergalem Lawlerem založili v roce 1989 v Limericku kapelu s názvem The Cranberry Saw Us, jež se později přejmenovala na The Cranberries. Po smrti zpěvačky Dolores O’Riordan v roce 2018 se s ostatními členy kapely The Cranberries podílel na přípravě alba In the End, které kapela vydala jako poctu a rozloučení s Dolores. Ztvárnil jednu z rolí ve filmu War Crimes (2005).